# Michael Ben David
Michael Ben David, (hebrejsky מיכאל בן דוד‎; * 26. července 1996 Aškelon) je izraelský zpěvák. V roce 2022 reprezentoval Izrael na Eurovision Song Contest v Turíně.

## Život
Michael Ben David je druhým nejstarším z pěti dětí gruzínského otce a rusko-ukrajinské matky. Vyrůstal v Petach Tikva, předměstí Tel Avivu. Už během školních let vynikal výrazným pěveckým talentem.
Vojenskou službu vykonával v tajné jednotce izraelského ministerstva obrany. Poté začal studovat herectví na dramatické škole Beit Zvi v Ramat Gan.
V roce 2022 se zúčastnil izraelské verze soutěže X Factor, kterou vyhrál se svou písní „I.M“. Michael Ben David s ní reprezentoval Izrael na Eurovizi v Itálii. Z druhého semifinále se ale nedokázal kvalifikovat do finále.